# Berenberg Bank
Berenberg, firmierend unter dem Namen Joh. Berenberg, Gossler & Co. KG, ist eine deutsche Privatbank mit Sitz in Hamburg. Ihre Ursprünge lassen sich auf die Leinentuchhändler Hans und Paul Berenberg aus den Spanischen Niederlanden zurückführen, die um 1580 nach Norddeutschland flohen. Unter der Leitung von Cornelius Berenberg beschäftigte sich das Geschäft neben dem Kolonialwarenhandel ab dem späten 17. Jahrhundert auch mit Partenreederei, Walfang und Schiffsversicherung. Finanzierungsgeschäfte erlangten erst ab der zweiten Hälfte des 18. Jahrhunderts größere Bedeutung. Johann Berenberg nahm 1769 seinen Schwiegersohn Johann Hinrich Gossler in das Unternehmen auf. Unter der Leitung von Gosslers Schwiegersohn Ludwig Erdwin Seyler wurde das Unternehmen zu einem der führenden Handelshäuser in ganz Deutschland. Das Unternehmen erlangte Reichtum durch den kolonialen Handel zwischen Amerika, Hamburg und Russland. Insbesondere zu Beginn des 19. Jahrhunderts war es einer der größten Zuckerimporteure Nordeuropas und beteiligte sich auch umfangreich am Handel mit der Britischen Ostindien-Kompanie und Ostasien. Beteiligungen gab es außerdem an Plantagen in Guatemala und Kamerun, wo jeweils Zwangsarbeiter zur Steigerung der Profite eingesetzt wurden. Ferner war Berenberg an der Gründung von Unternehmen und weiteren Banken beteiligt. Ab dem 19. Jahrhundert konzentrierte sich das Unternehmen schließlich auf Finanzdienstleistungen.
Heute ist Berenberg im Investmentbanking, Brokerage und bei Kapitalmarkttransaktionen aktiv, zusätzlich zum Privatbankgeschäft für wohlhabende Kunden, Vermögensverwaltung und Firmenkundenbanking. Die Bank hat etwa 1.500 Mitarbeiter und große Büros in Hamburg, London, Frankfurt und New York City. Haupteigentümer der heutigen Bank ist die Familie von Berenberg-Gossler.

## Geschichte

### Anfänge im Waren- und Kolonialhandel
Um das Jahr 1580 flüchteten die protestantischen Niederländer Hans Berenberg (1561–1626) und Paul Berenberg (II) (1566–1645) aus Lier in den Spanischen Niederlanden gemeinsam mit vielen anderen Händlern aufgrund ihres Glaubens nach Norddeutschland. Hans und Paul Berenberg siedelten zunächst in Stade und zogen um das Jahr 1590 weiter nach Hamburg. Die Berenbergs waren seit langer Zeit Leinenhändler, handelten auch mit Leinentuch in Hamburg und weiteten ihre Handelsaktivitäten auf andere Güter – insbesondere Kolonialwaren – aus. Es wird davon ausgegangen, dass Hans und Paul Berenberg keine gemeinsame Handlung führten, da beide in den Aufzeichnungen als selbständige Konteninhaber zu finden sind. Im Jahr 1631 bezog Paul Berenberg beispielsweise eine Schiffsladung vornehmlich bestehend aus Zucker von einem Händler aus Antwerpen. Das Handelsnetzwerk der beiden umfasste Händler in den Kolonial- und Imperialreichen, insbesondere in England, Archangelsk, im Baltikum, in Italien, Portugal und Spanien. Handelsware wie Tuche, Zucker oder Zimt wurden dann etwa an Händler in Nürnberg verkauft. Ein Zollbuch von 1636 erwähnt in diesem Zusammenhang auch noch einen Andreas Berenberg, der Ingwer nach Nürnberg exportierte.
Cornelius Berenberg (1634–1711) leitete ab 1660 eine Handlung und erschloss weitere Geschäftsfelder. Dazu zählten durch Anteile an Fracht- und Fangfahrten die Partenreederei (Teileigentum an Schiffen), der Walfang und die Walverarbeitung sowie Schiffsversicherungen. Zu dieser Zeit finanzierten Händler ihre eigenen Aktivitäten: Sie vergaben Kredite an ihre Kunden und liehen ihren Zulieferern Geld zur Tätigung deren Geschäfte.
Die Berenbergs blieben in Hamburg Niederländer, bis Cornelius Berenberg am 20. Juni 1684 den Hamburger Bürgereid schwor. Die Einbindung in die niederländische Einwanderergemeinde Hamburgs zeigten Hochzeiten, insbesondere mit den Amsincks, ferner fürsorglichen Aktivitäten wie etwa die Übernahme von Ämtern der Niederländischen Armen Casse oder Spenden an diese Einrichtung. Nach der Einbürgerung stiegen die Berenbergs auch im Hamburger Bürgertum auf. Im 18. Jahrhundert gehörte ihnen eines der ältesten und weitgespanntesten Handelsimperien Deutschlands: Sie schickten ihre Kinder und Geschwister nach London und in andere europäische Handelszentren, die dort Kontore und Filialen leiteten. Ein Zweig der Familie gründete in London das im Handel mit den westindischen Kolonien aktive Unternehmen Meyer & Berenberg. Meyer besaß Plantagen in Barbados.
Ab 1711 leiteten Johann Berenberg und sein Bruder Rudolf (1680–1745) die Geschäfte. Das Unternehmen firmierte zunächst als Johann und Rudolf Berenberg und, nachdem Rudolf Berenberg 1735 Mitglied des Senats geworden war, als Johann und Herr Rudolf Berenberg.
Mitte der 1730er Jahre belieferten Johann und Rudolf Berenberg die baskische Caracas-Kompanie mit deutschen Leinenstoffen, die das Monopol für den Handel zwischen Spanien und der Kolonie Venezuela besaß. Leinen war in Hamburg günstiger einzukaufen als in Amsterdam. Leinen war in den ersten Jahrzehnten des 18. Jahrhunderts eine Handelsware von enormer Bedeutung für die Spanischen Handelskompanien: An den Westafrikanischen Küsten wurde Leinen gegen Sklaven getauscht.
Rudolfs Söhne, Senator Paul Berenberg (IV) (1716–1768) und vor allem Johann Berenberg (1718–1772), gliederten die Geschäfte in fünf Bereiche: Warenhandel, Assekuranzgeschäfte, Besitz von Schiffsparten, Beteiligung an der Walfettgewinnung in der Grönlandfahrt und den Betrieb einer Wachsbleiche zur Verarbeitung des Walfetts.
Der einzige Sohn von Johann Berenberg reiste 1767 in die niederländische Kolonie Suriname und verstarb im ersten Jahr seines Aufenthalts in Paramaribo. 1763 konnte sich das Unternehmen, das durch das politische Umfeld in eine Krise geraten war – Ende des Siebenjährigen Krieges sowie des Französischen und Indischen Krieges (1754–1763) – durch Mittel sanieren, die Hamburg über seine Darlehenskasse als Hilfsinstitution für gesunde, jedoch in Schwierigkeiten steckende Firmen errichtet hatte. Nach dem Tod seines Bruders, der kinderlos geblieben war, nahm Johann Berenberg 1769 seinen Schwiegersohn und langjährigen Mitarbeiter Johann Hinrich Gossler (1738–1790) in das Unternehmen auf. Die Familie Gossler war mindestens seit dem Ende des 16. Jahrhunderts als Kaffamacher in Hamburg ansässig.

### Ausbau des Kolonialhandels und der Finanzierungsgeschäfte
Johann Hinrich Gossler hatte 1768 Elisabeth Berenberg (1749–1822) geheiratet, das letzte Mitglied der Familie Berenberg und einzige Erbin Johann Berenbergs. Das Unternehmen firmierte nun unter Joh. Berenberg & Gossler. Johann Hinrich Gossler entwickelte neben dem Warenhandel die Finanzgeschäfte des Unternehmens weiter, da es damals keine Banken gab. Es wurden kurzfristige Kredite ausgegeben, hinzu kam die Schifffahrt und Versicherungsgeschäfte. Bis zur zweiten Hälfte des 18. Jahrhunderts waren Finanzierungsgeschäfte von unwesentlicher Bedeutung. Von 1778 bis 1780 beschäftigte Goßler zwei Personen in seinem Kontor und hatte vier bis fünf Dienstboten. Von 1785 bis 1789 waren es drei Personen und ein weiterer Dienstbote. Es stellte damals die Regel dar, dass Kaufmänner wie Gossler ihre Kontore mit „sehr kleinen Betriebsgrößen“ betrieben. Der Warenhandel bei gleichzeitigen Geldgeschäften wurde später auch Merchant Banking genannt. Zu der Zeit war die Bezeichnung nicht geläufig. 

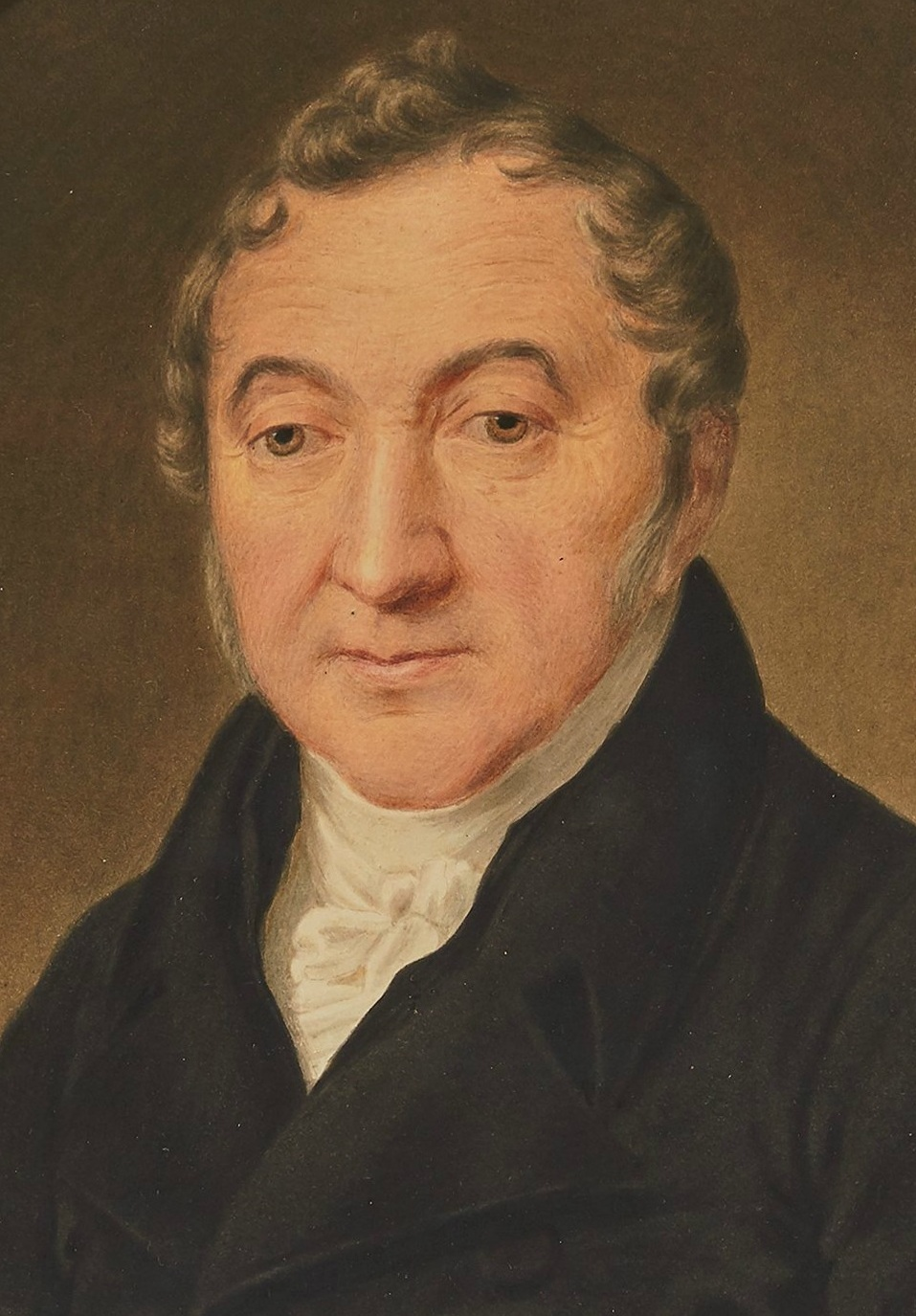
Ludwig Erdwin Seyler (1758–1836)

Im Jahr 1788 wurde Ludwig Erdwin Seyler (1758–1836) Teilhaber des Unternehmens. Er war seit 1775 Mitarbeiter der Firma gewesen und hatte 1788 Anna Henriette Gossler (1771–1836), die älteste Tochter der Firmeninhaber Johann Hinrich Gossler und Elisabeth Berenberg, geheiratet. Nach dem Tod seines Schwiegervaters übernahm Seyler 1790 die Leitung des Unternehmens. Der Firmenname wurde 1790 in „Joh. Berenberg, Goßler & Co.“ geändert, um seinen Eintritt in das Unternehmen widerzuspiegeln; Seyler „ist sozusagen der ‚Co.‘ im Firmennamen“. Seither ist der Firmenname unverändert geblieben. Seyler baute als einer der ersten deutschen Kaufleute Handelsbeziehungen mit den Vereinigten Staaten und Ostasien auf.
In den 1790er Jahren wurden Städte an der amerikanischen Ostküste durch Unternehmen wie das von Berenberg & Gossler zu zentralen Warenumschlagplätzen für den Handel zwischen der Karibik und Europa. Ab 1790 gehörte Joh. Berenberg, Goßler & Co neben Parish & Co zu den Hauptabnehmern von Waren der Britische Ostindien-Kompanie in Hamburg. Da die britische Kolonialgesellschaft nicht ausreichend Schiffe zur Verfügung stellte, wurde der Handel mit anderen Destinationen im Indischen Ozean und Ostasien ausgeweitet, beispielsweise mit der dänischen Kolonie Tharangambadi oder der französischen Kolonie Île de France (Mauritius), von der Zucker bezogen wurde. Berenberg, Gossler & Co importierten große Mengen Zucker, Baumwolle und Kaffee aus den USA.
Das Unternehmen beteiligte sich auch in den 1790er Jahren auch am Versicherungsgeschäft. Seylers Schwiegermutter Elisabeth Gossler (geb. Berenberg) wurde 1790 als erste Frau in der Firmengeschichte Teilhaberin. Sie schied 1800 aus. Ihr Sohn Johann Heinrich Gossler (II) (1775–1842) wurde 1798 Teilhaber; bis 1836 bzw. 1842 führten Seyler und sein siebzehn Jahre jüngerer Schwager gemeinsam das Unternehmen. Die Gewinnanteile des Handelshauses Berenberg verteilten sich um 1809 zu 5/12 (ca. 41 %) auf Seyler, der nach wie vor der leitende Kopf war, und zu 4/12 auf Johann Heinrich Gossler sowie zu 3/12 auf Franz Friedrich Kruckenberg (der mit Margaretha Katharina Gossler, einer Schwester von Johann Hinrich Gossler, verheiratet war).
Während der Besetzung Hamburgs durch die Franzosen von 1806 bis 1814 gehörte Seyler, damals Senior der Firma, zu den prominenten Hamburger Kaufleuten, die von den Franzosen als Geiseln genommen wurden. Nachdem das Mortzenhaus von den französischen Behörden beschlagnahmt und in ein Militärhospital umgewandelt worden war, wurde der Firmensitz in Seylers Wandrahm-Haus verlegt. Die Besetzung und die französische Dominanz in Kontinentaleuropa, insbesondere die von Napoleon Bonaparte verhängte Kontinentalsperre sorgten für eine Unternehmenskrise, die zur Bilanzverkürzung und zu Eigenkapital-Einbußen führte. Es brauchte allerdings kaum zwei Jahrzehnte, um das verlorene Kapital und die abgerissenen Geschäftsverbindungen wieder aufzubauen.

### Kolonialwarenhandel zwischen Amerika, Hamburg und Russland
Hamburg war ein Zentrum des mitteleuropäischen Kolonialwarenhandels, insbesondere der Zuckerverarbeitung, im 18. und 19. Jahrhundert. Damit profitierten die Händler und die Stadt in ganz erheblichem Ausmaß von einer versklavungsbasierten Plantagenwirtschaft in Übersee. Vor diesem Hintergrund trugen zur Erholung der Geschäfte die Entwicklung des Handels mit Lateinamerika und die wachsenden Im- und Exportgeschäfte mit Nordamerika bei: 1822 waren die aufständischen spanischen Provinzen in Süd- und Mittelamerika durch die Vereinigten Staaten anerkannt worden. Damit war auch das Handelsmonopol Spaniens mit seinen Kolonien gefallen. In Furcht vor ähnlichen Ereignissen hatte England ebenfalls den unmittelbaren Handel mit seinen Kolonien geöffnet. Berenberg, Goßler & Co. gehörte zu den führenden Hamburger Handelshäusern, die dieses „Neuland“ für sich erschlossen. Hamburg wurde anschließend zu einem Zentrum des sich entfaltenden Kolonialhandels. Astrid Petersson führt aus: „Als Beispiel für ein bedeutendes, u. a. aufgrund seiner umfangreichen Zuckerimporte zu Wohlstand gelangtes Hamburger Handelshaus sei auf die Firma Joh. Berenberg, Goßler & Co. verwiesen. Ihre vielfältigen Zuckerimportgeschäfte in der Zeit nach 1814, insbesondere mit Brasilien, den USA und Ostasien, die teilweise eine Fortsetzung ihrer bereits Ende des 18. Jahrhunderts geplegten Handelsbeziehungen darstellten, dürften wesentlich zum Erwerb ihres Vermögens beigetragen haben. In Verbindung mit ihrer Position als Merchant Bankers erwarb sich jene Firma eine angesehene Stellung über die Grenzen Deutschlands hinaus, die um 1830 nur wenige Handelshäuser aufzuweisen hatten“.

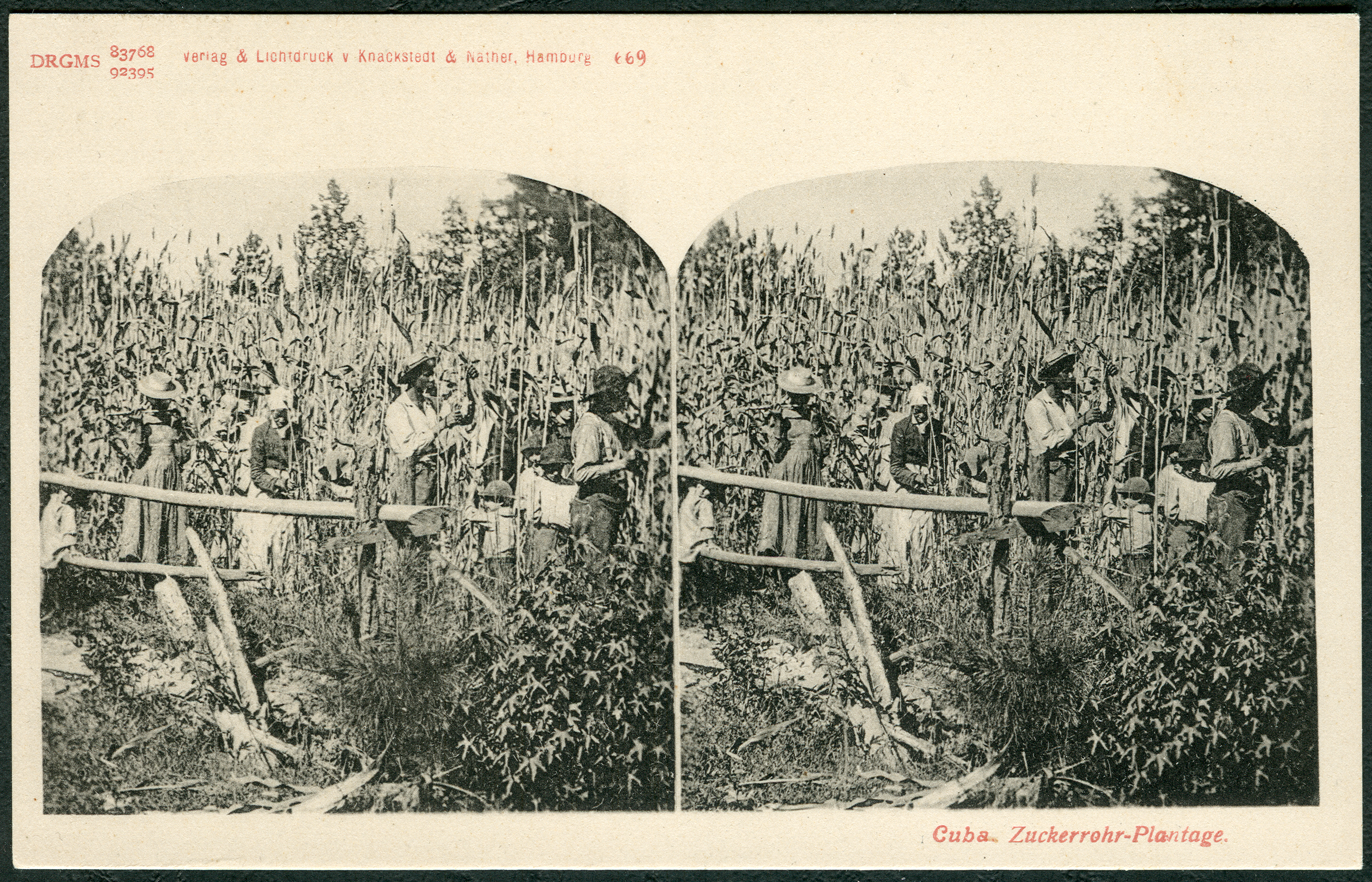
Zwangsarbeiter um 1900 in Kuba – der von ihnen produzierte Zucker wurde nach Hamburg verschifft.
Stereoskopie Nr. 0669 von Knackstedt & Näther

Als das Handelshaus anfing in den Vereinigten Staaten Fuß zu fassen, hatte es sich zunächst in Philadelphia etabliert, wo es mit dem „Tycoon des Atlantikhandels“ und Sklavenhalter Stephen Girard zusammenarbeitete. Mit dem Hansisch-Amerikanischen Handelsvertrag von 1827 verschob sich der Schwerpunkt nach Bosten und New York. Berenberg Gossler beteiligte sich am Handel zwischen den „Westindische Inseln“ (in Havanna wurde etwa Zucker, Kaffee und Baumwolle geladen), Hamburg (hier wurden die Waren aus Amerika gelöscht) und St. Petersburg (dort wurden russische Waren für Amerika geladen). Johann Heinrich Gossler (III) (1805–1879) heiratete eine junge, wohlhabende Amerikanerin aus Boston, hielt sich mehrmals in den Vereinigten Staaten auf. Er wurde 1829 Teilhaber. Sein jüngerer Bruder Gustav Gossler (1813–1844) assoziierte sich in Boston mit Carl (Charles) Knorre (1804–1848), einem Sohn des Oberalten Georg Knorre, zu Gossler & Knorre (später Gossler & Cie.). Um die Mitte des 19. Jahrhunderts zählte Joh. Berenberg, Gossler & Co zu den führenden Merchant-Banking-Häusern Hamburgs.
Mit dem Ziel, Kolonisten in Brasilien anzusiedeln, gründete sich 1849 der Colonisations-Verein von 1849 in Hamburg. Das Unternehmen Joh. Berenberg, Gossler & Co wurde kurz darauf Anteilseigner des Vereins. Im Rahmen der Aktivitäten in Südamerika zählte Berenberg zu den Mitgründern der Hamburg-Südamerikanische Dampfschiffahrts-Gesellschaft. Das Bank- und Handelshaus gehörte zu den „ersten und hauptsächlichsten direkten Importeure aus Brasilien“, wobei die Einfuhr von Zucker die Hauptrolle spielte. 1872 gehörte Berenberg neben sechs anderen zu den Gründern der Deutsch-Brasilianischen Bank in Hamburg, die jedoch bereits 1875 Insolvenz anmelden musste. Die Deutsch-Brasilianischen Bank beteiligte sich an der Vergabe einer Hypothek an die Fazenda Santa Maria, zu der 288 Sklaven gehörten.

### Unternehmensgründungen und Investitionen
Als die in den Vereinigten Staaten ausgelöste Weltwirtschaftskrise von 1857 Hamburg erreichte und die Handelsmetropole in erheblichem Ausmaß traf, wurde Johann Berenberg, Goßler & Co. mit einem staatlichen Darlehen von 1,5 Mio. Mark Banco gestützt, das allerdings nicht voll in Anspruch genommen werden musste, weil das Haus sich rasch erholte. Unter Johann Heinrich Gossler (III) und seinem Sohn Johann (John) B. Gossler (1839–1913) konzentrierte sich das Unternehmen nach eigenen Angaben ab dem Ende der 1860er-Jahre vor allem auf Bankgeschäfte. Zugleich wirkte es an einer Vielzahl von Unternehmensgründungen mit, vor allem von Aktiengesellschaften. Dazu gehörten die Hapag (1847), der Norddeutsche Lloyd (1857), die Ilseder Hütte (1858), die Norddeutsche Versicherungs-AG (1857), die Vereinsbank Hamburg (1856) und die Internationale Bank (1870). Im Ausland zählte sie zu den Gründungsaktionären der Bergens Privatbank (1855), der Hongkong and Shanghai Banking Corporation (HSBC) (1865), der St. Petersburger Internationalen Handelsbank (1869; größte Privatbank Russlands im 19. Jahrhundert), der Den Danske Landmandsbank (1871), der Svenska Handelsbanken (1871), der Rigaer Commerzbank (1871) sowie der Amerika-Bank Aktiengesellschaft (1906). Nach 1880 zählte das Unternehmen zu jenen Hamburger Banken, die gemeinsam ausländische Anleihen platzierten, beispielsweise chinesische oder südamerikanische Bahn-Anleihen.
1878 kaufte Joh. Berenberg, Goßler & Co Anteile an der Deutschen Handels- und Plantagen-Gesellschaft der Südsee-Inseln zu Hamburg (DHPG). Die Gesellschaft kaufte Land, Plantagen, Produktionsstätten und Schiffe von Godeffroy & Sohn und baute unter dem Einsatz von Zwangsarbeitern Kokospalmen, Kaffee, Zuckerrohr und Baumwolle an (siehe auch: Geschichte von Deutsch-Samoa).
Nach dem Tod von Johann Heinrich Gossler (III) im Jahr 1879 führten Johann (John) Berenberg-Gossler und Ernst Gossler (1838–1893) die Geschäfte. Im Streit um den Zollanschluss Hamburgs befürworteten beide die Zolleinheit mit dem Deutschen Reich, waren innerhalb der Stadt dabei jedoch lange in einer Minderheitenposition. In Würdigung seiner Verdienste um den 1888 schließlich vollzogenen Zollanschluss wurde Johann Berenberg-Gossler 1889 in den preußischen Adelsstand erhoben und hieß nun von Berenberg-Gossler. Johann (John) Berenberg-Gossler zählte zu den Finanziers des 1906 enthüllten Hamburger Bismarck-Denkmals. 1910 erhielt er den Adelstitel eines Freiherren. Die Adelung war in Hamburg umstritten. Richard J. Evans bemerkt: „Die Reichen des 19. Jahrhunderts in Hamburg waren größtenteils strenge Republikaner, die Titel verabscheuten, sich weigerten, dem preußischen Adel irgendwelche Ehrerbietung zu erweisen, und standhaft ihrer städtischen Herkunft und ihrem kaufmännischen Erbe treu blieben.“

### Plantagenerwerb in Guatemala
1891 gründete Johann Berenberg-Gossler als Vertreter der Bank die Kolonialgesellschaft Chocolá-Plantagen-Gesellschaft in Hamburg. Zweck dieser Gesellschaft war der Erwerb und Betrieb von Plantagen in Guatemala, insbesondere von Kaffee- und Zuckerrohrplantagen, ferner von Weideland. Die Gesellschaft gab 2600 Aktien zu 1000 Mark und Anleihen heraus. Mit diesem Kapital übernahm sie zunächst die Plantage Chocolá in Suchitepéquez, Guatemala. Auf dem Latifundium lebten und arbeiteten mozos colonos, Landarbeiter der zu den Maya gehörenden Ethnie der Q’eqchi’. Diese wurden infolge liberaler Reformen ihrer gemeinschaftlich genutzten Landflächen enteignet und durch den oligarchisch geprägten Staat Guatemalas gesetzlich zum mandamiento verpflichtet. Die im Hochland lebenden Gemeinschaften der Q’eqchi’ mussten Männer und Frauen zur Arbeit auf die Plantagen schicken. (Siehe auch Geschichte Guatemalas des 19. Jahrhunderts.) Diese Art der Bewirtschaftung führte zu großen Profiten. Die Deutschen erweiterten Chocolá deutlich und machten sie zu einer der wichtigsten Plantagen Guatemalas. Zu Hochzeiten der Gesellschaft um 1900 wuchsen auf ca. 935 Quadratkilometer der Chocolá Plantage 560.000 Kaffeepflanzen. Als es 1897 aufgrund des verfallenden Kaffeepreises zu Unruhen kam, gehörte Berenberg mit 50 anderen Gläubigern zu den Unterzeichnern einer Petition, in der sie im Rahmen deutscher Kanonenbootpolitik forderten, ein Kriegsschiff zu entsenden. Mit dem Eintreffen des Kreuzers Geier im Jahr 1899 vor Ort wurden die Hamburger Forderungen erfüllt. Am 14. Dezember 1923 wurde der Besitz der Central American Plantation Corporation (CAPCO) überschrieben. Teil der Transaktion waren die Gebäude, die natürlichen Ressourcen und sogar die Schulden der Arbeiter. Die Maya auf den Plantagen wurden als Teil der Ländereien angesehen und mit diesen verkauft.

### Afrikahandel
Da die koloniale Expansion des Deutschen Reiches 1884 Gewinne versprach, investierte Ernst Gossler 150.000 Mark in die Africanische Dampfschiffs-Actien-Gesellschaft (Woermann-Linie), die zu den bedeutendsten Reedereien in der Afrikafahrt zählte. Johann Berenberg-Gossler wurde ferner zur Gründung am 5. Juni 1885 zum Aufsichtsrat der Woermann-Linie bestellt. 1895 schied Berenberg-Gossler wieder aus dem Aufsichtsrat aus. Berenberg-Gossler und Carl Woermann gehörten zu einem Netzwerk von Kaufleuten, die schon 1871 gemeinsam die Hamburg Süd gegründet hatten.
Ebenfalls als Investor war Berenberg-Gossler an der Gründung der Kamerun Land- und Plantagengesellschaft (KLPG) einem Projekt von Adolph Woermann beteiligt. Die KLPG war 12.350 ha groß, eingeschlossen der Dorfgebiete. 1884 wurde Kamerun eine Kolonie des Deutschen Reichs. Das Plantagenunternehmen in Kamerun war kapitalintensiv – der geschäftliche Erfolg war „maßgeblich von außerökonomischem Zwang und ausgeübter oder angedrohter physischer Gewalt gegenüber den (zwangs-)beschäftigten Afrikaner*innen abhängig“. Es erfolgte der massive Einsatz von Zwangsarbeitern, die durch die Kolonialregierung durch als solche bezeichnete „Strafexpeditionen“ rekrutiert wurden. Auf den Plantagen waren diese dann dem Leid „nicht nur durch Überwachung, Gängelung und brutale körperliche Bestrafung durch die Vorgesetzten, sondern auch durch Unterversorgung und Krankheiten aufgrund von unzureichenden hygienischen Einrichtungen, die zu teilweise drastischen Sterblichkeitsraten führten“ unterworfen. Die KLPG ist als „Keimzelle der kolonialen Plantagenökonomie in Kamerun“ anzusehen. 1895 begann dann unter Jesko von Puttkamer die „Inwertsetzung“ der Kolonie: Bis 1900 wurde das gesamte fruchtbare Land des Kamerunbergs ans Plantagengesellschaften vergeben und die dort lebenden Bakweri vertrieben. Adolph Woermann war maßgeblich an der Errichtung der deutschen Kolonien in Afrika und dem Völkermord an den Herero und Nama beteiligt.
John von Berenberg-Gossler, der älteste Sohn von Johann von Berenberg-Gossler, verzichtete 1908 auf seine Teilhaberschaft am Unternehmen, die seit Anfang 1892 bestanden hatte. Er wandte sich gegen den Willen seines Vaters der Stadtpolitik zu und wurde Senator, was eine gleichzeitige Tätigkeit im Unternehmen ausschloss. Stattdessen übernahm 1913 sein Bruder Cornelius Freiherr von Berenberg-Gossler (1874–1953) die Leitung des Unternehmens. Cornelius Freiherr von Berenberg-Gossler zählte zu den vier Führungspersonen der im Jahr zuvor gegründeten Hamburgisch-Konservativen Vereinigung.

### Erster Weltkrieg und Republik
Die Bankiersfamilie Berenberg-Gossler, insbesondere Cornelius Freiherr von Berenberg-Gossler, gehörte zu den Unterstützern des Deutschen Wehrvereines, der sich ab 1912 für eine Aufrüstung Deutschlands, für Nationalstolz und Vaterlandsliebe und gegen den „Traum des Weltfriedens und der internationalen Verbrüderung“ aussprach.
Die Aktivitäten des Unternehmens litten im Ersten Weltkrieg erheblich; internationale Geschäfte ließen sich fast nur noch mit neutralen Staaten abwickeln. Handelspartner dafür fanden sich in Kopenhagen, Amsterdam, São Paulo, Buenos Aires und New York. Mit Ausnahme Argentiniens fiel der Zugang zu Märkten in Südamerika ab 1917 weg, ebenso konnte kein Handel mehr mit den Vereinigten Staaten nach deren Kriegseintritt Anfang 1917 betrieben werden.
Cornelius Freiherr von Berenberg-Gossler schloss sich 1918 der DVP an. Die Geschäfte seiner Bank blieben bis zur Einführung der Rentenmark im November 1923 schwierig, weil erste Erfolge im Schatten der zunehmenden Inflation standen. Der mit ihr im Bankgeschäft verbundene hohe Arbeitsaufwand durch „Nullenschreiben“, Prüfen und Zählen des Notgeldes, Publikumsandrang im Schaltergeschäft und Abwicklung des Giroverkehrs ließ die Zahl der Angestellten, die vor dem Krieg zwischen 20 und 30 gelegen hatte und nach 1918 langsam anstieg, kurzfristig auf rund 400 steigen.
Nachdem die Jahre der relativen Stabilisierung der Weimarer Republik (1924–1929) für Berenberg positiv verlaufen waren – das Geschäft bestand vor allem aus kurzfristigen Finanzierungsgeschäften von Ein- und Ausfuhren sowie aus regem Devisenhandel – leiteten die Weltwirtschaftskrise und die deutsche Bankenkrise gravierende Veränderungen ein. Zunächst gab das Unternehmen 1929 seinen ohnehin nur noch nachrangigen Warenhandel gänzlich auf. Der Warenspeicher kam in andere Hände. Doch auch das Bankgeschäft litt unter den immer häufiger werdenden Insolvenzen. Die Bank entließ eine Reihe von Angestellten und Cornelius von Berenberg-Gossler sah sich nach einem Kooperationspartner um, mit dem die wirtschaftlichen Probleme zu bewältigen waren. Verhandlungen mit der Bremer Privatbank J. F. Schröder und der Vereinsbank in Hamburg scheiterten. Im November 1929 nahm Berenberg-Gossler daher Gespräche mit Jakob Goldschmidt, dem Inhaber der Darmstädter und Nationalbank (Danat-Bank) auf, einer der größten Banken der Weimarer Republik. Im Ergebnis gingen die beiden Banken zum 1. April 1930 ein „enges Freundschaftsabkommen“ ein: Berenberg-Gossler trat in den Hamburger Lokalausschuss der Danat ein, während ein Direktor der Hamburger Danat-Filiale Mitinhaber von Joh. Berenberg, Gossler & Co. wurde. Bald zeigte sich jedoch, dass es im weiteren Verlauf der Wirtschaftskrise nicht genügend Nachfrage für zwei Kreditinstitute in unmittelbarer räumlicher Nähe gab und der ungleich größere Partner Danat klar im Vorteil war. So kam es am 1. April 1931 zu einem neuen Vertrag, der die Geschäfte von Joh. Berenberg, Gossler & Co. auf die Danat-Bank überleitete. Das Kontor der Bank am Adolphsplatz wurde geschlossen und das Haus verkauft, die Angestellten mussten gehen und erhielten Abfindungen, soweit sie nicht von der Danat übernommen wurden oder andere Stellungen fanden. Berenberg-Gossler selbst blieb Vorsitzender des Lokalausschusses der Danat.
Doch am 13. Juli 1931 musste die Danat-Bank wegen Zahlungsunfähigkeit ihre Schalter schließen. Zum Jahresende 1931 wurde ihr Hamburger Lokalausschuss aufgelöst, Anfang 1932 ging sie in der Dresdner Bank auf. Bei dieser Fusion blieb der Umgang mit der Firma, also dem Unternehmensnamen Joh. Berenberg, Gossler & Co. zunächst offen. Ende Juni 1932 erhielt Berenberg-Gossler nach Verhandlungen mit der Dresdner Bank die volle Verfügungsgewalt über den Namen zurück, wozu gemäß der Historikerin Renate Hauschild-Thiessen wohl auch beitrug, dass sein Bruder John seit 1912 dem Aufsichtsrat der Dresdner Bank angehörte. Bedingung war, dass die Dresdner Bank eine Option auf eine Beteiligung bis 1937 behielt (die sie nicht zog), eine Bedingung, die dem Firmeninhaber eher hilfreich als drückend erschien. Cornelius von Berenberg-Gossler zog sich aus der Stadt ganz auf seinen Besitz in Niendorf zurück und beschränkte die Aktivitäten der Firma zunächst auf die Verwaltung des Berenbergschen Vermögens, das in der Hauptsache aus Aktien der Ilseder Hütte bestand. Dafür mietete er ein kleines Kontor. Einen Sitz im Aufsichtsrat der Hütte hatte er in vierter Generation inne und war „maßgeblich“ am Erwerb der Zeche Friedrich der Große in Herne beteiligt.

Joh. Berenberg, Gossler & Co war eng vernetzt mit der Ilseder Hütte (Foto von 1914).

### Zeit des Nationalsozialismus
Nach der Reichstagswahl vom 5. März 1933 trat Cornelius Freiherr von Berenberg-Gossler „aus seiner konservativen Gesinnung heraus“ bzw. als „gestandener Deutschnationaler“ zusammen mit seinen Brüdern John und Andreas der NSDAP bei.
Als Großbürger hielt Cornelius von Berenberg den Nationalsozialismus für eine „Bewegung der kleinen Leute“. Die Nationalsozialisten an der Regierung sah er zwar als ein „gefährliches Risiko“ an, weitaus größere Sorgen bereitete ihm jedoch der internationale Kommunismus. In seinem Tagebuch ist verzeichnet, dass er den Filialdirektor der Dresdner Bank in Hamburg, Paul Salomon, fragte, was er davon halte; dieser habe ihm versichert, dass sich keiner der jüdischen Freunde verletzt fühlen werde, und ihn dazu ermuntert, „weil in die Partei Leute gehen müssten, die nicht antisemitisch seien“. Da sich das Vorhaben, dem Antisemitismus innerparteilich entgegenzuwirken, als Illusion erwies, kündigte Cornelius Freiherr von Berenberg-Gossler am 11. August 1934 seine NSDAP-Mitgliedschaft wieder und trat aus der Partei aus. In seiner schriftlichen Begründung führte er dafür die Kirchenfeindschaft des Regimes, den Antisemitismus, die Unterdrückung abweichender Meinungen sowie die mangelnde Gewähr für eine bessere Zukunft an. Unter den Unternehmern Hamburgs zählte er zu den überzeugten Gegnern des Nationalsozialismus.
Aufgrund der Einschränkungen im internationalen Handel konzentrierte sich das Unternehmen nach eigenen Angaben, das in der Zeit des Nationalsozialismus als Holding geführt wurde, auf Effektentransaktionen und Platzierungsgeschäfte. Es beteiligte sich 1937 beziehungsweise 1938 an der Wilhelm Rée (Effektenhandel) und an Erich Sültz (Privatbankier mit Schwerpunkt Effektenhandel). Cornelius Freiherr von Berenberg-Gossler setzte sich aufgrund seines hohen Ansehens und seiner Herkunft für seine Freunde unter den jüdischen Kaufleuten und Bankiers in Hamburg ein. Beispielsweise erreichte er 1939 in direkten Verhandlungen mit Karl Wolff, dem Adjutanten Himmlers, die Freilassung von Fritz Warburg, der seit dem Novemberpogrom 1938 in Gestapo-Haft gewesen war. Richard Kauffmann, dem Inhaber der Rée, half er bei dessen Emigration nach London.
In der Berenberg-Beteiligung Ilseder Hütte wurden in beiden Weltkriegen Zwangsarbeiter zum Erzabbau und in der Stahlerzeugung eingesetzt. Anfang 1944 waren es insgesamt etwa 2.288 Kriegsgefangene und zivile Zwangsarbeiter. Berenberg gehörte später zu den Unternehmen, die Geld zur Entschädigung von Zwangsarbeitern in die Stiftung „Erinnerung, Verantwortung und Zukunft“ einzahlten.
Heinrich Freiherr von Berenberg-Gossler (1909–1997), Sohn von Cornelius, wurde 1935 Teilhaber. Nach Ausbruch des Zweiten Weltkriegs beteiligte er sich an Aktivitäten, mit dem Zweck über die Deutsch-Südamerikanische Bank die britische Seeblockade zu umgehen. Geplante Tarngeschäfte über Italien kamen kaum über das Planungsstadium hinaus. Heinrich von Berenberg-Gossler war V-Mann des Sicherheitsdienstes des Reichsführers SS und lieferte einen „Erfahrungsbericht über Italien“ an den SD-Leitabschnitt Hamburg, welcher ihn an das Reichssicherheitshauptamt weiterleitete. In dem Schreiben wird Berenberg-Gossler als Mitarbeiter der Deutsch-Südamerikanische Bank bezeichnet.

### Nachkriegszeit und Entwicklungen bis 1990
In der unmittelbaren Nachkriegszeit bestand das Unternehmen Joh. Berenberg, Gossler & Co. nur noch als Holding-Gesellschaft, die im Wesentlichen Aktien der Ilseder Hütte enthielt. Cornelius Freiherr von Berenberg-Gossler war stellvertretender Vorsitzender des Aufsichtsrates dieser Hütte. Im Mai 1945 und in den folgenden Wochen wurde er „erheblich gefordert, denn der bisherige Aufsichtsratsvorsitzende Ewald Hecker musste wegen seiner Verstrickungen mit der NSDAP bzw. der SS aus seiner Funktion entfernt werden“. 1949 wurde von Berenberg-Gossler Aufsichtsratsvorsitzender. Heinrich von Berenberg-Gossler wurde im November 1945 Prokurist bei der Ilseder Hütte.
Am 30. August 1948, drei Jahre nach dem Ende des Zweiten Weltkrieges und wenige Wochen nach der Währungsreform in den westlichen Besatzungszonen, öffnete das Bankhaus wieder. Die Familie Berenberg-Gossler hielt 40 Prozent des Kapitals, weitere 40 Prozent lagen bei der Norddeutschen Kreditbank AG (NKB), die restlichen 20 Prozent hielt August Rohdewald, Chef dieser Bremer Bank. Joh. Berenberg, Gossler & Co mit Sitz am Alten Wall 32 konzentrierte sich im ersten Nachkriegsjahrzehnt auf Akzeptgeschäfte, Kontokorrentkredite und die Finanzierung des internationalen Handels. Sie zählte eine Reihe großindustrieller Unternehmen zu ihren Kunden. Heinrich von Berenberg-Gossler wurde ab 1953 Leiter der Bank. Zum 1956 errichteten Verwaltungsrat der Bank gehörten unter anderem Clemens von Velsen, Karl Blessing, Ernst Wolf Mommsen und Dieter von Specht.
Ein großer Teil der alten Kunden war bis Ende der 1950er Jahre/Anfang der 1960er Jahre zu Berenberg zurückgekehrt, auch tradierte Auslandskontakte konnten reaktiviert werden. Mitte der 1960er-Jahre beschäftigte das Bankhaus etwa 100 Mitarbeiter. 1967 beteiligten sich die Philadelphia National Bank und die Bank of Montreal mit je 10 Prozent an Berenberg. Diese Beteiligungen stärkten das Auslandskreditgeschäft, das neben dem Wertpapierhandel und der Vermögensverwaltung zu den Hauptaktivitäten der Bank zählte. Berenberg wirkte 1967 an 40 und 1968 an 112 Emissionen im In- und Ausland mit, teils in Konsortien, teils in internationalen Verkaufsgruppen. 1968 gehörte Berenberg zu den Gründern der Frankfurter Universal-Investment Gesellschaft. Im Jahr darauf eröffnete die Bank eine Filiale in Frankfurt am Main.

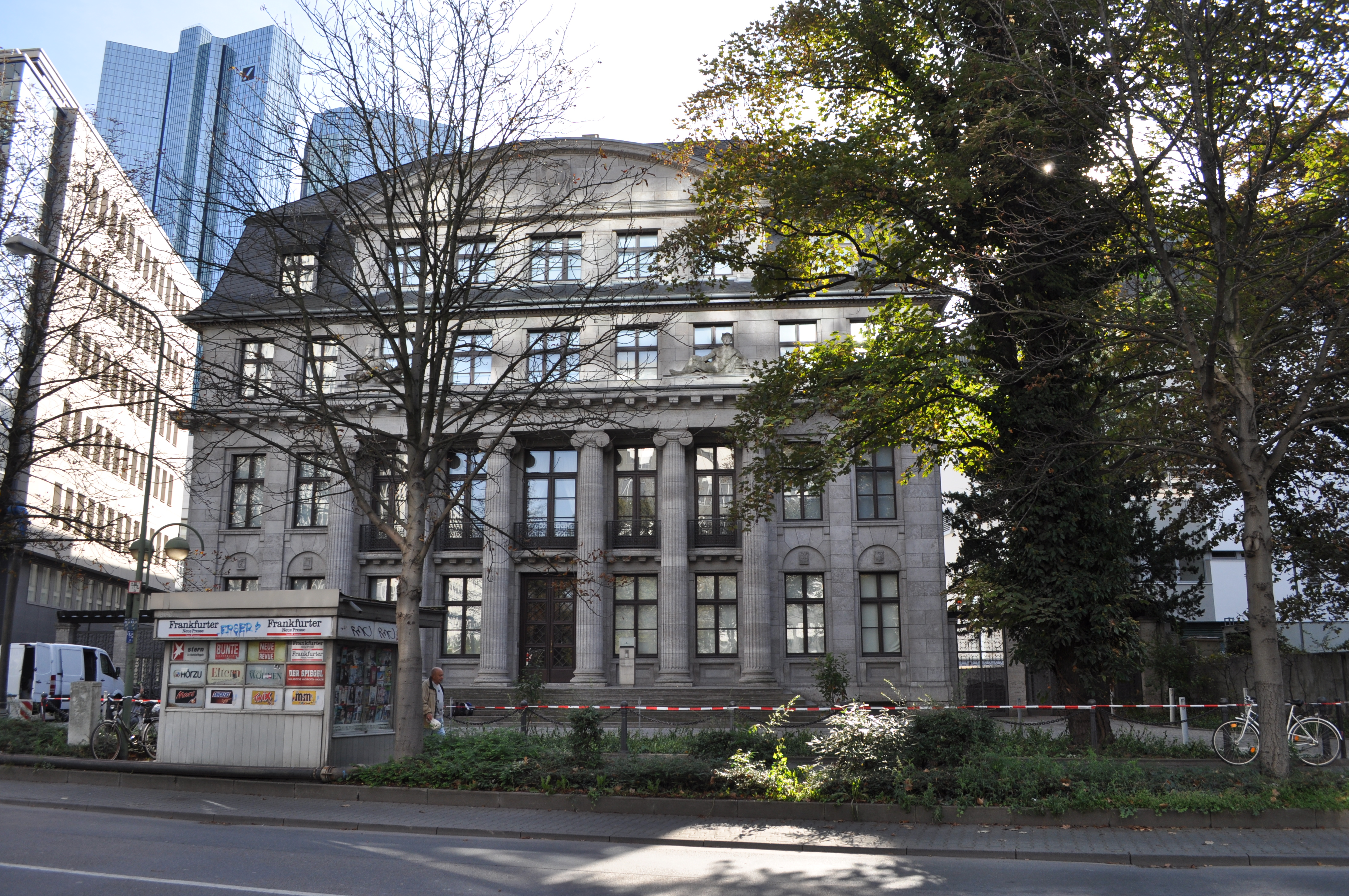
Berenberg Filiale in Frankfurt am Main

Im Jahr 1970 zog das Privatbankhaus an den Neuen Jungfernstieg 20. Es belegte fünf der zehn Stockwerke eines neuen, von Jost Schramm und Gerd Pempelfort entworfenen Bürohauses, das die Nordstern-Versicherung errichtet hatte. Anfang der 1970er-Jahre änderten sich die Besitzverhältnisse: Die NKB, mittlerweile mit der Allgemeinen Deutschen Credit-Anstalt verschmolzen, benötigte aufgrund finanzieller Schwierigkeiten Hilfe und wurde von der Norddeutschen Landesbank (Nord/LB) gestützt. Der NKB-Anteil an Berenberg, der sich damals auf 50 Prozent belief, ging zu acht Zehnteln an die Nord/LB, je ein Zehntel ging an die Philadelphia National Bank und die Bank of Montreal, deren Beteiligungen damit auf jeweils 15 Prozent stiegen. 1980 überschritt die Zahl der Bankmitarbeiter erstmals die 200. Anfang 1982 erwarb Gertrud Reemtsma, Witwe des Hamburger Tabakunternehmers Philipp Fürchtegott Reemtsma und Mutter von Jan Philipp Reemtsma, die Anteile, die bis dahin von der Bank of Montreal gehalten worden waren. Im Mai 1987 verkaufte die Nord/LB 15 Prozent der Berenberg-Anteile rückwirkend zum 1. Januar 1987 an Joachim Egon Fürst zu Fürstenberg. Ende Juni 1988 stieg die ARAG als Kommanditist bei Berenberg ein. Ihr Anteil belief sich auf 10 Prozent, die von der Nord/LB stammten. Die Nord/LB hielt damit 15 Prozent, bis sie den ARAG-Anteil nach wenigen Jahren wieder zurücknahm.
Eine wichtige Säule des Bankgeschäfts blieb in den 1980er-Jahren die Finanzierung und Abwicklung von Außenhandelstransaktionen. Die Kreditpolitik blieb vorsichtig: 80 bis 90 Prozent aller Kredite waren innerhalb von 90 Tagen zurückzuzahlen.

### Seit der deutschen Wiedervereinigung

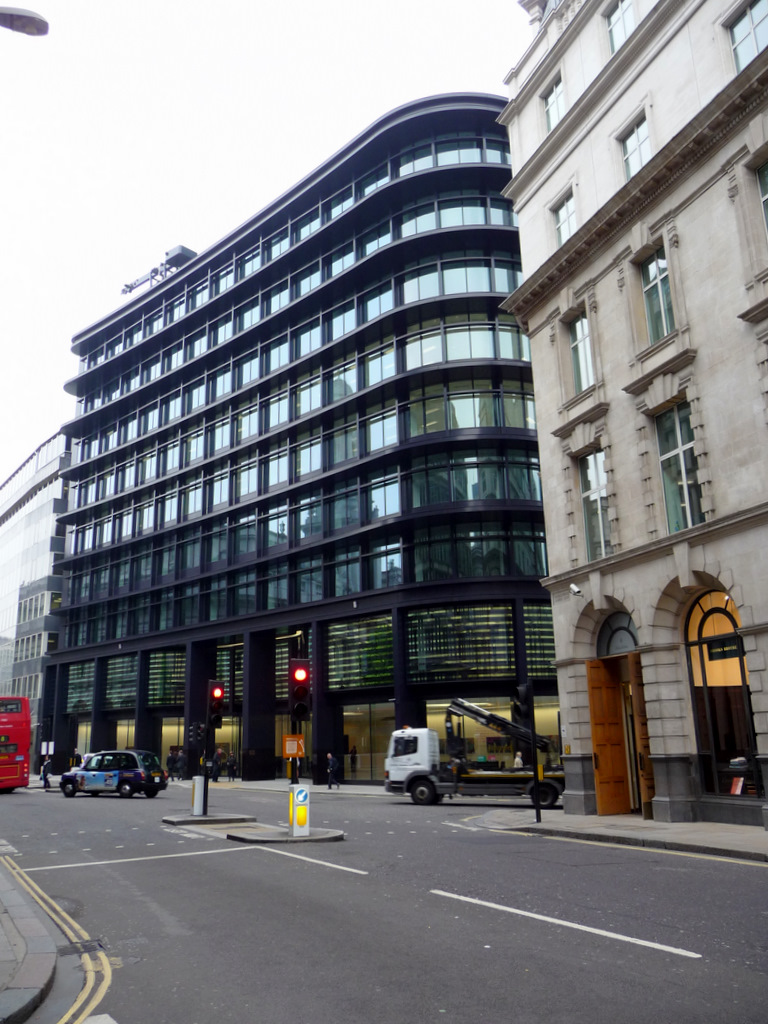
Standort in London, Threadneedle Street 60, Gebäude des Architekten Eric Parry

Im Juli 1990 trat Hendrik Riehmer bei Berenberg ein. Bis zu seinem Tode im Mai 1997 war Heinrich Freiherr von Berenberg-Gossler Vorstandsvorsitzender der Bank. Sein Nachfolger als Generalbevollmächtigter wurde Hans-Walter Peters, der 1994 im Bankhaus als Direktor begann. Er galt damals ebenfalls als Experte für das Wertpapiergeschäft und brachte Kunden aus der Versicherungsbranche mit. Die Arbeit für diese institutionellen Anleger markierte für Berenberg den Einstieg in das großvolumige Wertpapiergeschäft. Von Bedeutung war dabei die Vermögensverwaltung mit ihren für den Arbeitskreis Versicherungen aufgelegten Spezialfonds. Peters, der im Jahr 2000 zum persönlich haftenden Gesellschafter der Joh. Berenberg, Gossler & Co. KG aufstieg, hatte diesen Kreis Ende der 1980er-Jahre initiiert und leitet ihn seither. Der Umfang des Wertpapiergeschäfts, der Vermögensberatung und -verwaltung, des Geschäfts mit institutionellen Anlegern, des Managements von Spezialfonds und des Privatkundengeschäfts nahmen seit Mitte der 1990er-Jahre deutlich zu. Diese Entwicklung spiegelte sich im personellen Wachstum: Die Zahl der Mitarbeiter hat sich seit 2000 mehr als verdreifacht. Zum Jahresende 2000 waren 358 Mitarbeiter beschäftigt, zum 31. Dezember 2014 arbeiteten 1150 Mitarbeiter bei Berenberg.
Das Netz der Niederlassungen wurde ebenfalls erweitert. Zu der seit 1969 bestehenden Frankfurter Filiale kamen Standorte in Berlin (1998–2002), Bremen (1999), Düsseldorf (2003), München (2005), Bielefeld (2005), Stuttgart (2006), Wiesbaden (2006–2012), Salzburg (2009–2012) und Braunschweig (2010) hinzu. Im Ausland errichtete die Privatbank nach Zürich und Luxemburg weitere Filialen in Shanghai (2002), London (2003), Paris (2004) und Wien (2010). Tochtergesellschaften gibt es in Genf (2010), Boston (2011), New York (2012), San Francisco (2014) und Chicago (2014). 2015 galt London, gemessen an der Mitarbeiterzahl, als größter Standort nach Hamburg.
Nach dem Ausscheiden von Joachim von Berenberg-Consbruch (2005), Claus-Günther Budelmann (2008) und Andreas Brodtmann (2015) aus der Unternehmensleitung bestand das Führungsgremium der Bank aus Hans-Walter Peters und Hendrik Riehmer. Peters übernahm 2009 die neu geschaffene Position des Sprechers der persönlich haftenden Gesellschafter. Im September 2020 wurden Christian Kühn und David Mortlock als zusätzliche persönlich haftende Gesellschafter ernannt.
Die Nord/LB verkaufte 2010 ihren 25-Prozent-Anteil, sie erhöhte mit dem Erlös vor dem Hintergrund der Finanzkrise ihr Eigenkapital. 21 Prozent der Berenberg-Anteile erwarb eine Beteiligungsgesellschaft, die Peters und Riehmer gehört; die restlichen 4 Prozent übernahm die Familie Berenberg-Gossler.
Nach der Finanzkrise von 2007/2008 baute die Bank das Investmentbanking gegen den Trend deutlich aus. Dies zeigte sich insbesondere am Wachstum entsprechender Mitarbeiterzahlen sowie in einer Vielzahl von Kapitalmarkttransaktionen und Börsengängen.
Die Schweizer Tochtergesellschaft von Berenberg war bis zur Implementierung einer Weißgeldstrategie 2011 umfangreich in die Verwaltung nicht deklarierter Vermögen involviert. 2017 einigte sie sich mit der Kölner Staatsanwaltschaft auf die Zahlung von knapp vier Millionen Euro Bußgeld. 2018 verkaufte Berenberg 80,1 Prozent seiner Anteile an der Schweizer Tochtergesellschaft an eine Gruppe privater Investoren sowie das dortige Management. Die Bank erhielt zunächst die Firma Bergos Berenberg AG, seit dem Kauf der restlichen Berenberg-Anteile im Jahr 2020 durch weitere Aktionäre firmiert sie seit 2021 als Bergos AG.
Im Jahr 2016 veräußerten Berenberg und das Bankhaus Lampe ihre jeweiligen 50-Prozent-Anteile an der Universal-Investment-Gesellschaft an den britischen Finanzinvestor Montagu.
Dennis Kremer, Wirtschaftsredakteur der Frankfurter Allgemeinen Sonntagszeitung, bezeichnete die Berenberg Bank 2019 als „aggressive Investmentbank“. 85 Prozent der Erträge verdiene sie mit Provisionen im Investmentbanking, 15 Prozent entstünden über das Geschäft mit Zinsen. Ende 2018 wurden Pläne der Bank bekannt, das Investmentbanking zurückzufahren und stärker auf Vermögensverwaltung zu setzen.
Die Bank betreibt heute die Geschäftsfelder Investmentbank, Wealth und Asset Management sowie Corporate Banking. Neben den deutschen Standorten betreibt die Bank Niederlassungen in England, Frankreich, Schweden, der Schweiz und den USA. Die Bank erzielte 2021 mit 170,1 Millionen Euro den größten Gewinn ihrer Geschichte, leitete jedoch 2022 aufgrund abflauender Geschäfte einen Stellenabbau ein.
Die Bank pflegt erfolgreich das Image der ältesten noch existierenden Privatbank Deutschlands. Sie organisiert Turniere im Golf-, Polo- und Galopprennsport sowie Oldtimer-Veranstaltungen.

## Gesellschafter

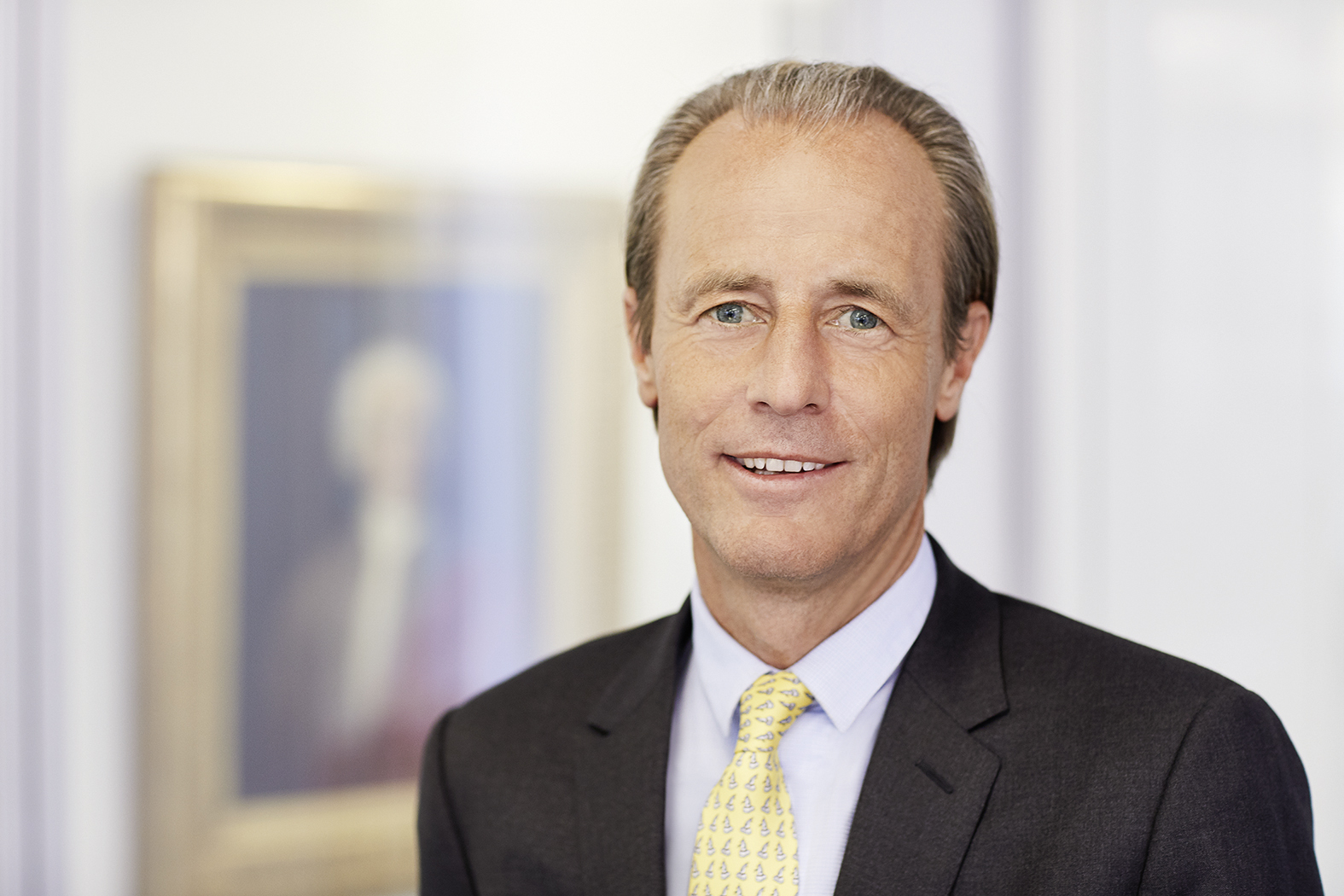
Hendrik Riehmer, Chef der Berenberg Bank, persönlich haftender Gesellschafter von Berenberg

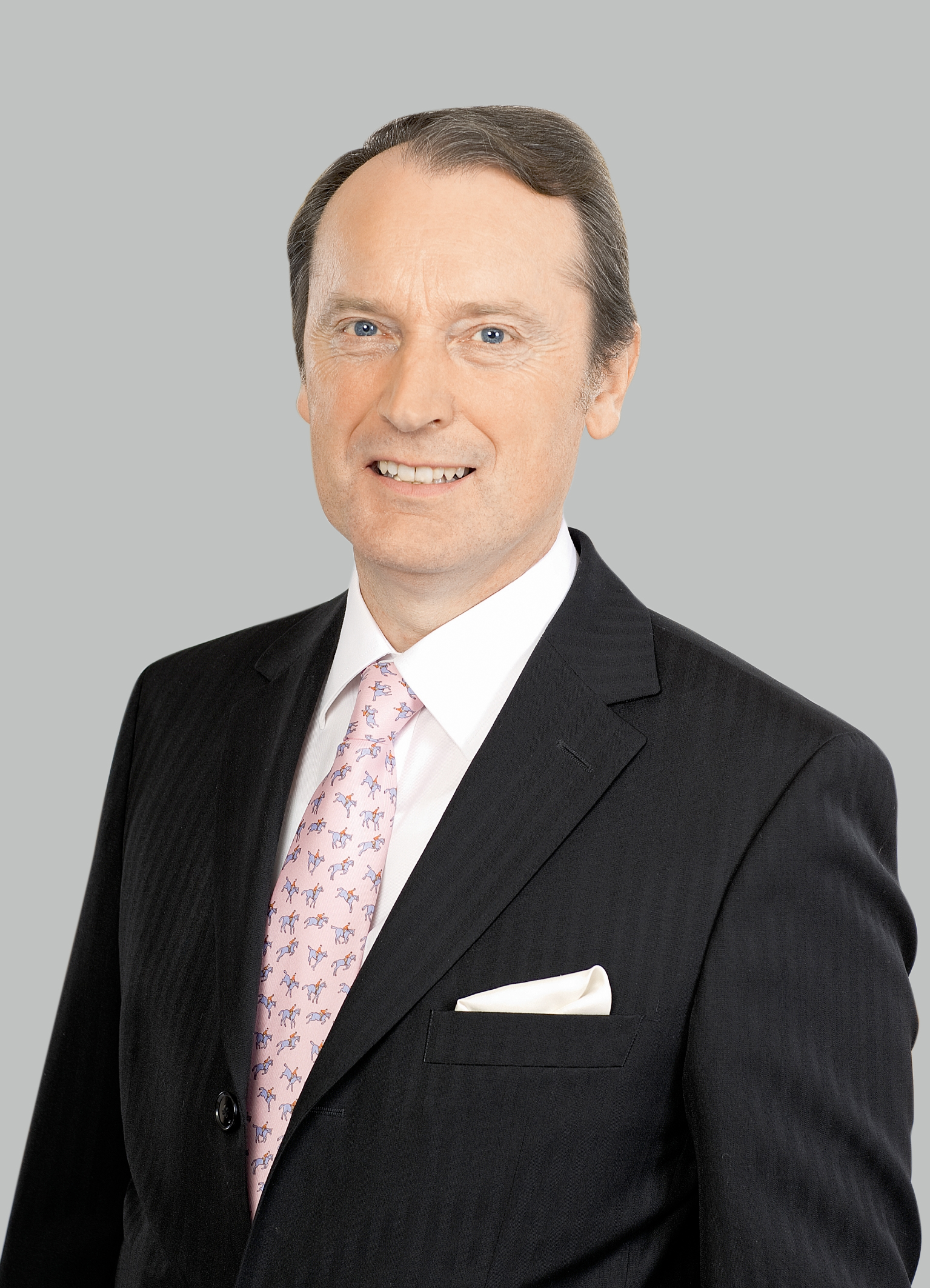
Hans-Walter Peters, Gesellschafter von Berenberg

Die Bank wird seit Gründung von persönlich haftenden Gesellschaftern geführt.
Mit Stand Dezember 2024 verteilen sich die Stimmrechtsanteile wie folgt:
- 30,88 Prozent Familie von Berenberg-Gossler mit Angehörigen
- 21,41 Prozent PetRie Beteiligungsgesellschaft mbH (Hans-Walter Peters (Geschäftsführer) und Hendrik Riehmer)[161] und Hans-Walter Peters
- 14,25 Prozent Christian zu Fürstenberg[162]
- 14,25 Prozent Jan Philipp Reemtsma[163]
- 11,40 Prozent Compagnie du Bois Sauvage S.A., Brüssel[164]
- 07,81 Prozent Hendrik Riehmer, David Mortlock, Christian Kühn und ehemalige phG

2022 wird Hendrik Riehmer als Chef der Berenberg Bank im Handelsblatt genannt. Bereits 2019 war laut der FAZ klar, dass Riehmer der Nachfolger von Hans-Walter Peters werden würde.

## Kritik

### Berenberg Art Advice
Im September 2011 gründete die Bank mit einer Beteiligung von 51 Prozent die Kunstberatung Berenberg Art Advice GmbH. Geschäftsführer waren der Kunstberater Helge Achenbach, der ehemalige Direktor einer Kunstversicherung Stefan Horsthemke und der Leiter der Düsseldorfer Berenberg-Niederlassung Raymund Scheffler. Im November 2012 wurde zudem mit der gleichen Geschäftsführung der Berenberg Art Capital Fund aufgelegt. Scheffler verließ die Bank im März 2013 „aus persönlichen Gründen“. Der für Berenberg Art Advice tätige Kunsthistoriker Thomas Kellein machte den Vorstand der Bank darauf aufmerksam, dass Achenbach den Chemie-Unternehmer Christian Boehringer bei mehreren Kunstkäufen von Dezember 2012 bis Mai 2013 übervorteilt habe. Die Bank wirkte auf eine Erstattung von 1,2 Millionen Euro von Achenbach an Böhringer hin, ohne die Vorfälle zunächst zu veröffentlichen. Im Juli 2013 wurden der Berenberg Art Capital Fund aufgrund fehlender Investoren und geänderter gesetzlicher Rahmenbedingungen aufgelöst, die Bank trennte sich von Achenbach. Zugleich wurde die Berenberg Art Advice aufgelöst, weil die Bank „die Beratung im Kunstbereich künftig enger an die Aktivitäten des Mutterhauses anbinden und an den Hauptsitz Hamburg verlegen“ wolle. Achenbach wurde wegen anderer Betrugsvorwürfe im März 2015 zu einer mehrjährigen Freiheitsstrafe verurteilt.

### Panama Papers
Im Zusammenhang mit den Panama Papers werfen Journalisten des NDR, WDR und der Süddeutschen Zeitung der Bank vor, mit Kunden zusammengearbeitet zu haben, die mutmaßlich in Drogenkriminalität, Geldwäsche, Schwarzgeldgeschäfte und illegalen Waffenhandel verwickelt seien. Nach Angabe der Journalisten wurde Berenberg dabei mehrfach als besonders kooperativer Partner der Kanzlei Mossack Fonseca erwähnt. Berenberg werden 13 Briefkastenfirmen mit mehr als 75 Konten zugeordnet; für alle der involvierten 28 deutschen Banken ist von 1.200 Briefkastenfirmen die Rede.
Das ZDF berichtete, Mitarbeiter aus der Compliance-Abteilung der Bank hätten bereits im Juli 2013 intern vor Geschäften mit Offshore-Gesellschaften in Panama gewarnt, als bei einer internen Prüfung zahlreiche Verbindungen zu einem mutmaßlichen Geldwäsche-Netzwerk entdeckt wurden, das im Rahmen der Offshore-Leaks-Veröffentlichungen bekannt wurde. Die Hamburger Staatsanwaltschaft hatte nach der Anzeige Ermittlungen aufgenommen, stellte diese jedoch im Juni 2015 ein, weil „keine Anhaltspunkte für konkrete Straftaten festgestellt werden konnten“. Zwei langjährige Mitarbeiterinnen der Compliance-Abteilung wurden nach ihren internen Hinweisen zunächst freigestellt, schließlich fristlos gekündigt und mit Hausverbot belegt. Fortgesetzte Recherchen deckten 2016 weitere zweifelhafte, bei Berenberg geführte Konten auf.
Die Staatsanwaltschaft Köln stellte Anfang Dezember 2016 ihre Ermittlungen ein. Sie teilte mit, dass „der Verdacht der Beihilfe zur Steuerhinterziehung im Zusammenhang mit den ermittelten Offshore-Gesellschaften […] vollständig ausgeräumt werden“ konnte. Auch der Verdacht der „Zurverfügungstellung eines Systems […] konnte […] nicht erhärtet werden“.

## Anhang

### Unternehmensveröffentlichungen
- Clarita von Bernstorff (geborene von Berenberg-Gossler), Hartwig von Bernstorff, Emanuel Eckardt: Nur der Wandel ist beständig: Berenberg. Die Geschichte der ältesten Privatbank Deutschlands, Carl Hanser Verlag, München 2015, ISBN 978-3-446-44669-4. Ein Buchprojekt der Berenberg Bank in Kooperation mit Hanser Corporate.
Die Bank führte das Projekt unter Leitung von Karsten Wehmeier, Direktor Unternehmenskommunikation der Bank, durch. Beim Wettbewerb Best of Content Marketing wurde das Buch 2016 als „Imagepublikation“ nominiert. Der Vertrieb erfolgt als Direktvertrieb, eine Teilauflage über den Hanser Verlag.[178][179] Eine englische Ausgabe erschien im selben Jahr.[180]
- Berenberg Bank. In: Manfred Pohl, Sabine Freitag (Hrsg.): Handbook on the History of European Banks (European Association for Banking History e. V.) Elgar Aldershot Publishing, 1994, ISBN 1-85278-919-0, S. 362–365.